# Aconitum nipponicum
Aconitum nipponicum är en ranunkelväxtart. Aconitum nipponicum ingår i släktet stormhattar, och familjen ranunkelväxter.

## Underarter
Arten delas in i följande underarter:
- A. n. micranthum
- A. n. nipponicum
- A. n. septemcarpum